# Lilla Gårkätteln
Lilla Gårkätteln är en sjö i Melleruds kommun i Dalsland och ingår i Göta älvs huvudavrinningsområde.